# Frontogenese
Frontogenese is het ontstaan van fronten, of in wijdere zin het verscherpen of activeren van een bestaand front. Dit treedt op bij grenzende luchtsoorten, warme en koude zeestromen, sneeuwgrenzen op het vasteland en aan de grens van continenten en oceanen. Frontolyse is het tegenovergestelde hiervan; dit is het oplossen of verzwakken van fronten.
Convergerende luchtsoorten komen vooral voor langs de uitstromingsas in een zadelgebied. De verschillen tussen luchtsoorten kunnen in de zomer toenemen doordat een koufront van zee het verhitte vasteland nadert. In de winter vermeerdert het verschil wel doordat een warmtefront van zee het sterk afgekoelde vasteland nadert.